# 너지 티메어
너지 티메어(헝가리어: Nagy Tímea, 1970년 8월 22일 ~ )는 헝가리의 펜싱 선수로, 여자 에페 개인전에서 현재까지 유일하게 2연패 (2000년, 2004년)를 거둔 선수이다. 그녀는 좌완이며, 2006년 세계선수권도 재패하였다. 그는 이 업적으로 헝가리 올해의 여성선수로 선정되었다.
2000년 하계 올림픽에서 그녀는 에페 단체전에서 4위를 기록하기도 하였으며, 세계 선수권에서는 에페 단체전에서 1992년, 1993년, 1995년, 1997년, 그리고 1999년에 우승을 거두었으며, 2001년과 2003년에는 3위를 기록하였다.